# Muralla de Huesca
La muralla de Huesca, situada en el casco antiguo de la ciudad de Huesca, fue construida en el siglo IX, cuando estaba ocupada por los musulmanes. 

## Historia
Aunque gran parte de lo que se tiene hoy día es de época musulmana durante la época romana la llamada ciudad de Osca debió de estar amurallada también, lo cual se ha podido demostrar a través de diversos hallazgos arqueológicos.
Al tratarse de una de las ciudades más importantes al norte de Al-Ándalus y por las crecientes incursiones carolingias, el Califato de Córdoba ordenó alrededor del 874 al gobernador de la ciudad Amrus ibn Umar erigir un complejo sistema de defensa, que tuvo que ser ampliado por el aumento de la población en el siglo X.
Esta edificación, de sillares de arenisca, llegó a tener noventa torres, sin embargo en nuestros días sólo se mantiene el Torreón del Amparo. 
La muralla sufrió reparaciones constantes y nuevas construcciones, con algunas de las partes visibles a dia de hoy siendo de época cristiana y otras islámicas, esto se debe a que poco después de la conquista de la ciudad y debido a la importancia de la defensa, se destinó una cantidad anual para la reparación y mantenimiento de los muros, como ocurrió en el 1134 cuando Ramiro II le otorga mil sueldos para el mantenimiento, siendo esta noticia la primera pero también es posible que esta medida viniera del gobierno de su hermano Pedro I. Con el paso de los monarcas, estos fueron confirmando esta ayuda a la población sucesivamente, como hizo Ramón Berenguer IV, Alfonso II, Jaime I y sus sucesores, además de que penaban fuertemente la sustracción de piedras del muro y de tierra de los fosos.
A finales del siglo XIV se conoce la existencia de un obrero de los muros quien era nombrado por el rey para la administración de la concesión para el mantenimiento de las murallas, aunque las competencias del mismo causaron conflictos entre el municipio y el rey.

## Ubicación
Transcurría por el Trasmuro, ambos Cosos y la calle Costa, teniendo forma ovalada, una superficie de unas veintidós hectáreas que podía albergar entre seis mil y siete mil habitantes, contando con mil ochocientos metros de perímetro con siete puertas, siendo las más importantes las ubicadas en los puntos cardinales:
- Sircata, orientada hacia el norte y ubicada en la actual calle Pedro VI.
- Remián, orientada al oeste y ubicada en la actual plaza Lizana.
- Alquibla, orientada hacia el sur y ubicada en la actual calle de Ramiro el Monje, también conocida como "La Correría".
- Montearagón, orientada hacia el este y ubicada en la actual calle de la Porteta.

## Protección y restauración
Fue nombrada Bien de Interés Cultural de Aragón en el año 2006 y en el 2007 empezó un proceso de recuperación para conservarla cuya última fase no terminó hasta el 2012.